# Berberina
Berberina és una sal d'amoni quaternari del grup protoberberina dels alcaloides d'isoquinolina. Es troba en plantes com les del gènere Berberis [per exemple en Berberis aquifolium, Berberis vulgaris (coralet), i Berberis aristata (tree turmeric)], Hydrastis canadensis, Phellodendron amurense i d'altres espècies d'altres gèneres com Eschscholzia californica (Californian poppy). La berberina normalment es troba en les arrels, els rizomes, les tiges i l'escorça.
La berberina té un fort color groc, encara es fa servir a l'Índia per tenyir la llana. Sota la llum ultraviolada presenta fluorescència, per tant es fa servir en histologia per la tinció de l'heparina. Com a tint natural la berberina té un codi d'índex de color internacional de 75160.
Com a medicina tradicional i suplement dietètic la berberina mostra activitat contra infeccions fúngiques de Candida albicans, llevats, paràsits, i infeccions viral/bacterianes.
La berberina es considera que és un antibiòtic.
La berberina activa la intercalació en l'ADN. Com a medicinal s'estudia els seus efectes contra el càncer, la depressió clínica i altres malalties.